# Можейру
Можейру (порт. Mogeiro)  —  муниципалитет в Бразилии, входит в штат Параиба. Составная часть мезорегиона Сельскохозяйственный район штата Параиба. Входит в экономико-статистический  микрорегион Итабаяна. Население составляет 13 184 человека на 2006 год. Занимает площадь 218,993 км². Плотность населения — 60,2 чел./км².

## Статистика
- Валовой внутренний продукт на 2003 год составляет 33 686 445,00 реалов (данные: Бразильский институт географии и статистики).
- Валовой внутренний продукт на душу населения на 2003 год составляет 2551,04 реалов (данные: Бразильский институт географии и статистики).
- Индекс развития человеческого потенциала на 2000 год составляет 0,545 (данные: Программа развития ООН).